# Cathédrale de Malolos
Pour les articles homonymes, voir basilique de l’Immaculée-Conception.
La cathédrale de Malolos, également connue sous l'appellation basilique mineure de Notre-Dame de l'Immaculée Conception (en espagnol : basilique Menor de Nuestra Señora de la Immaculada Concepción), est une église historique des Philippines située à Malolos, capitale de la province de Bulacan. La cathédrale est également le siège ecclésiastique de l'évêque du diocèse de Malolos, suffragant de l'archidiocèse de Manille.

## Histoire
En raison de la défaite des indigènes Hagonoy et Macabebe dirigés par Bambalito contre le conquérant espagnol Martin de Goiti et Juan Salcedo lors de la bataille de Bangkusay le 3 juin 1571. Les Espagnols ont pacifié les villages du nord de Manille. Ils arrivèrent sur les rives du fleuve Malolos le 14 novembre 1571 et concédèrent les huit villages non nommés à Encomienda of Malolos, dirigés par Don Marcos de Herrera. Le 5 avril 1572, Legazpi regroupe les villages de Calumpit, Malolos, Bangkal (également à Malolos). Magong (aujourd'hui Paombong) est unifié sous une seule Encomienda face à Pueblo sous le nom de "Calumpit", administré conjointement par Don Marcos de Herrera et Sargento Mayor Juan Moron.
Également en avril 1572, les frères augustins arrivèrent sur la rive du fleuve Meyto, dirigés par Fray Diego de Herrera, mais il fut envoyé en Espagne. Le 3 mai 1572, après l'élection du nouveau prieur provincial des Augustins, Fray Martin de Rada devança l'administration du Convento de Calumpit avec Fray Diego Ordoñez de Vivar comme vicaire paroissial, originaire de Guadalajara, le Mexique créa et accepta Calumpit. où il a christianisé et baptisé les villages de Meyto, Meysulao, Pandocot et Calumpit. Vivar a étendu les missions ecclésiastiques aux villages de Malolos et de Hagonoy. Il est simplifié de dire que, également à cette époque, Malolos fut annexée comme faisant partie des visitas et missions (sous-paroisses) du Calumpit à Bulacan Huit ans plus tard, le 11 juin 1580, l'église de Malolos fut reconnue comme une ville et une paroisse distinctes. trois visites, à savoir Paombong, Matimbo et Mambog, avec Fray Matheo de Mendoza OSA comme premier curé (Conquistas delas Islas Philipinas du P. Gaspar de San Agustin), tandis que Binto 'y Quingua, d'autre part, selon l'Ange en pierre de Galende, inclus dans sa visite le 21 mai 1599, mais une date antérieure parait selon un document sur le rapport au roi d'Espagne rédigé par le gouverneur général Luis Perez Dasmariñas en juin 1591, il apparaît Binto comme une visite sur ordre du couvent de Malolos. Le 3 janvier 1582, les pères du conseil des Augustins autorisent le provincial à donner à la ville de Malolos le pouvoir de voter aux chapitres provinciaux. Le catalogue de 1591 indique que Malolos avait un couvent de trois mille six cents âmes. En 1599, le monastère de San Agustin à Intramuros demanda au prieur de Malolos, Fray Roque de Barrionuevo, de verser un loyer annuel de quinze pesos, vingt boisseaux de riz et soixante poulets.

## Construction de l'église actuelle

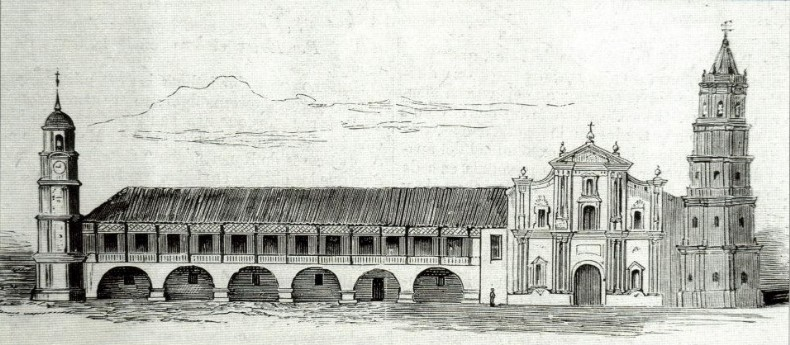
Lithographie de l'église de Malolos avant le tremblement de terre de 1863 qui a renversé la tour de l'horloge (à gauche).

La construction de l'église actuelle a été commencée en 1814 et complètement terminée en 1817 sous Fray. Melchor Fernández. Un marqueur en pierre estampé a été installé dans le portail principal de l'église représentant ANOD1817. Il a été consacré par Ilmo. Francisco Albán, évêque de Nueva Segovia (Vigan) le 18 octobre 1826, seule église en pierre consacrée dans l'archiphèle à cette époque. Fray Fernandez, un constructeur prolifique, fut également responsable de l'ajout d'arches au couvent ; la fortification du beffroi pour permettre l'installation d'une horloge et la construction du pont de pierre reliant Malolos à Barasoain. Cependant, le couvent a été détruit et l'église principale avec des dommages mineurs causés par un fort tremblement de terre en 1863. Fray. Ezekiel Merino et Don Luciano Oliver, un grand architecte de Manille à cette époque, ont entrepris de reconstruire l'intérieur et de détruire des structures qui ont duré jusqu'en 1872.
Un autre fort tremblement de terre a eu lieu en 1880 qui a détruit le couvent. Fray Juan Tombo a commencé la restauration du couvent en 1883, achevée en 1884 par Fray Felipe Garcia.

## Le couvent comme palais présidentiel
Le couvent de la cathédrale de Malolos a servi de palais présidentiel à Emilio Aguinaldo pendant la Première République des Philippines du 15 septembre 1898 au 31 mars 1899. Aguinaldo a utilisé le couvent comme bureau.

## Reconstruction de l'église

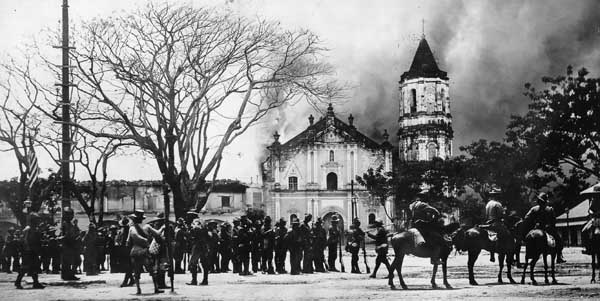
Incendie de la cathédrale de Malolos en 1899.

L'église fut reconstruite de 1902 à 1936. À partir du milieu du XXe siècle, des modifications importantes ont été apportées à l'église à partir des années 1950, lorsque l'entrée de l'église a été pourvue de trois portes au lieu d'une seule, située au centre.

## Élévation au rang de cathédrale
L'église de Malolos est devenue une cathédrale avec la création du diocèse de Malolos (es) et l'installation de son premier évêque diocésain, Manuel del Rosario DD, en mars 1962.
| Prêtres de la paroisse                    | Années assignées |
| ----------------------------------------- | ---------------- |
| Fray Matheo de Mendoza OSA                | 1580-1584        |
| Fray Diego Muñoz OSA                      | 1584-1585        |
| Fray Pedro Tristán OSA                    | 1585-1590        |
| Fray Cristobal Tarique OSA                | 1590-1591        |
| Fray Francisco Bustos OSA                 | 1591-1600        |
| Fray Andres Ibarra OSA                    | 1600             |
| Fray Roque de Barrionuevo OSA             | 1600–1605        |
| Fray Juan de Valderrama OSA               | 1605–1609        |
| Fray Francisco de Castramonte OSA         | 1609-1611        |
| Fray Antonio Marquéz de Figueroa OSA      | 1611-1614        |
| Fray Fernando de Santa María Trujillo OSA | 1614-1618        |
| Fray Pedro de Salcedo OSA                 | 1618-1623        |
| Fray Diego Robles OSA                     | 1623-1626        |
| Fray Mateo de Braceros OSA                | 1626-1635        |
| Fray Agustin Carreno OSA                  | 1635-1636        |
| Fray Juan de Trezo OSA                    | 1636-1639        |
| Fray Andres Jiménez OSA                   | 1639-1641        |
| Fray Sandro Moncada OSA                   | 1641-1650        |
| Fray Cristobal Enriquez OSA               | 1641-1653        |
| Fray Lorenzo Figueroa OSA                 | 1653             |
| Fray Jeronimo Ramos OSA                   | 1653-1656        |
| Fray José de Mendoza OSA                  | 1657-1659        |
| Fray Diego Arellano OSA                   | 1659-1662        |
| Fray Jerónimo de León OSA                 | 1662-1665        |
| Fray Diego Gutíerrez de la Fuente OSA     | 1665-1669        |
| Frère Francisco Martínez OSA              | 1669-1671        |
| Fray Jaime Balzac OSA                     | 1671-1674        |
| Fray Ildefonzo Téllez OSA                 | 1674             |
| Fray Diego Alday OSA                      | 1675             |
| Fray Jaime Balzac OSA                     | 1677-1680        |
| Fray Juan de San Nicolás OSA              | 1680             |